# Толстобино (Нижньогородська область)
Толстобино (рос. Толстобино) — присілок в Кстовському районі Нижньогородської області Російської Федерації.
Населення становить 54 особи. Входить до складу муніципального утворення Новоликеєвська сільрада.

## Історія
Від 2009 року входить до складу муніципального утворення Новоликеєвська сільрада.

## Населення
| 2002 | 2010 |
| ---- | ---- |
| 72   | ↘54  |